# Агавнадзор (Котайкская область)
Агавнадзор — село в Котайкском марзе Армении, 

## География
Расположено в 11 км к северо-западу от центра марза — города Раздан, на левом берегу реки Мармарик.

## История
В 1829 году в Агавнадзор были переселены 28 жителями села Гази Алашкерта, переселившимися после русско-турецкой войны.
300 человек из общины приняли участие во Второй мировой войне, из них 76 не вернулись. С самого первого дня Арцахской войны из молодежи села был сформирован отряд «Алашкерт», командиром которого был Зарзанд Даниелян, героически погибший в боях за оборону Геташена в 1991 году.

## Население
Предки переселились из Алашкерта в 1829 году.
| Год  | Численность | Численность |
| ---- | ----------- | ----------- |
| 1897 | 709         | [ 3 ]       |
| 1926 | 868         | [ 3 ]       |
| 1939 | 1182        | [ 3 ]       |
| 1959 | 736         | [ 3 ]       |
| 1979 | 1041        | [ 3 ]       |
| 1989 | 971         | [ 3 ]       |
| 2001 | 1366        | [ 4 ]       |
| 2011 | 1232        | [ 2 ]       |

## Экономика
Население занимается животноводством, птицеводством, выращиванием зерна и картофеля.

## Историко-культурные сооружения
В Агавнадзоре есть церковь Святого Ованеса (XVII век).